# Petropawliwka (obwód ługański)
Petropawliwka (ukr. Петропавлівка, do 2016 Petriwka, ukr. Петрівка) – osiedle typu miejskiego na Ukrainie, w obwodzie ługańskim, w rejonie szczastyńskim, w hromadzie Szczastia. W 2001 liczyło 5373 mieszkańców, spośród których 1650 wskazało jako ojczysty język ukraiński, 3699 rosyjski, 4 mołdawski, 7 białoruski, 8 ormiański, 1 niemiecki, a 4 inny.